# Han Kyo-won
Dans ce nom coréen, le nom de famille, Han, précède le nom personnel.
Han Kyo-won (en coréen : 한교원), né le 15 juin 1990 à Chungju en Corée du Sud, est un footballeur international sud-coréen, qui évolue au poste de milieu offensif. Il joue actuellement dans le club de Suwon FC, en prêt de Jeonbuk Hyundai Motors.

## Biographie

### Carrière internationale
En septembre 2014, il est convoqué pour la première fois en équipe de Corée du Sud par le sélectionneur national Uli Stielike, pour des matchs amicaux contre le Venezuela et l'Uruguay.
Il fait ses débuts internationaux en 2014. Le 5 septembre 2014, il honore sa première sélection contre le Venezuela. Lors de ce match, Han Kyo-won entre à la 87e minute de la rencontre, à la place de Lee Chung-yong. La rencontre se solde par une victoire de 3-1 des sud-coréens. 
Le 22 décembre 2014, il fait partie de la liste des 23 joueurs sud-coréens sélectionnés pour disputer la coupe d'Asie en Australie. Il dispute trois rencontres lors de ce tournoi.

## Palmarès

### En club
- Avec le  Jeonbuk Hyundai Motors
  - Champion de Corée du Sud en 2014, 2015 et 2017
  - Vainqueur de la Ligue des champions de l'AFC en 2016

### En sélection
- Avec la  Corée du Sud
  - Finaliste de la Coupe d'Asie en 2015

### Distinctions personnelles
- Nommé dans l'équipe type de la K League en 2014

## Statistiques

### Carrière
| Saison                | Club                   | Championnat           | Championnat | Championnat | Coupe(s) nationale(s) | Coupe(s) nationale(s) | Compétition(s) continentale(s) | Compétition(s) continentale(s) | Compétition(s) continentale(s) | Coupe du mondedes clubs | Coupe du mondedes clubs | Corée du Sud | Corée du Sud | Total | Total |
| Saison                | Club                   | Division              | M.          | B.          | M.                    | B.                    | Comp.                          | M.                             | B.                             | M.                      | B.                      | M.           | B.           | M.    | B.    |
| 2011                  | Incheon United         | K League              | 27          | 3           | 4                     | 0                     | -                              | -                              | -                              | -                       | -                       | -            | -            | 31    | 3     |
| 2012                  | Incheon United         | K League              | 28          | 6           | 2                     | 0                     | -                              | -                              | -                              | -                       | -                       | -            | -            | 30    | 6     |
| 2013                  | Incheon United         | K League              | 36          | 6           | 2                     | 0                     | -                              | -                              | -                              | -                       | -                       | -            | -            | 38    | 6     |
| Sous-total            | Sous-total             | Sous-total            | 91          | 15          | 8                     | 0                     | -                              | 0                              | 0                              | 0                       | 0                       | 0            | 0            | 99    | 15    |
| 2014                  | Jeonbuk Hyundai Motors | K League              | 32          | 11          | 2                     | 1                     | LCA                            | 8                              | 1                              | -                       | -                       | 4            | 1            | 46    | 14    |
| 2015                  | Jeonbuk Hyundai Motors | K League              | 26          | 1           | -                     | -                     | LCA                            | 7                              | 1                              | -                       | -                       | 5            | 0            | 38    | 2     |
| 2016                  | Jeonbuk Hyundai Motors | K League              | 19          | 4           | 2                     | 0                     | LCA                            | 8                              | 2                              | 1                       | 0                       | -            | -            | 30    | 6     |
| 2017                  | Jeonbuk Hyundai Motors | K League              | 12          | 1           | -                     | -                     | -                              | -                              | -                              | -                       | -                       | -            | -            | 12    | 1     |
| 2018                  | Jeonbuk Hyundai Motors | K League              | 5           | 1           | -                     | -                     | LCA                            | 3                              | 1                              | -                       | -                       | -            | -            | 8     | 2     |
| Sous-total            | Sous-total             | Sous-total            | 94          | 18          | 4                     | 1                     | -                              | 26                             | 5                              | 1                       | 0                       | 9            | 1            | 134   | 25    |
| 2017                  | Hwaseong FC (prêt)     | K3 League             | 10          | 2           | 1                     | 0                     | -                              | -                              | -                              | -                       | -                       | -            | -            | 11    | 2     |
| Sous-total            | Sous-total             | Sous-total            | 10          | 2           | 1                     | 0                     | -                              | 0                              | 0                              | 0                       | 0                       | 0            | 0            | 11    | 2     |
| Total sur la carrière | Total sur la carrière  | Total sur la carrière | 195         | 35          | 13                    | 1                     | -                              | 26                             | 5                              | 1                       | 0                       | 9            | 1            | 244   | 42    |

### Buts en sélection
Le tableau suivant liste tous les buts inscrits par Han Kyo-won avec l'équipe de Corée du Sud.